# Herbert Schein

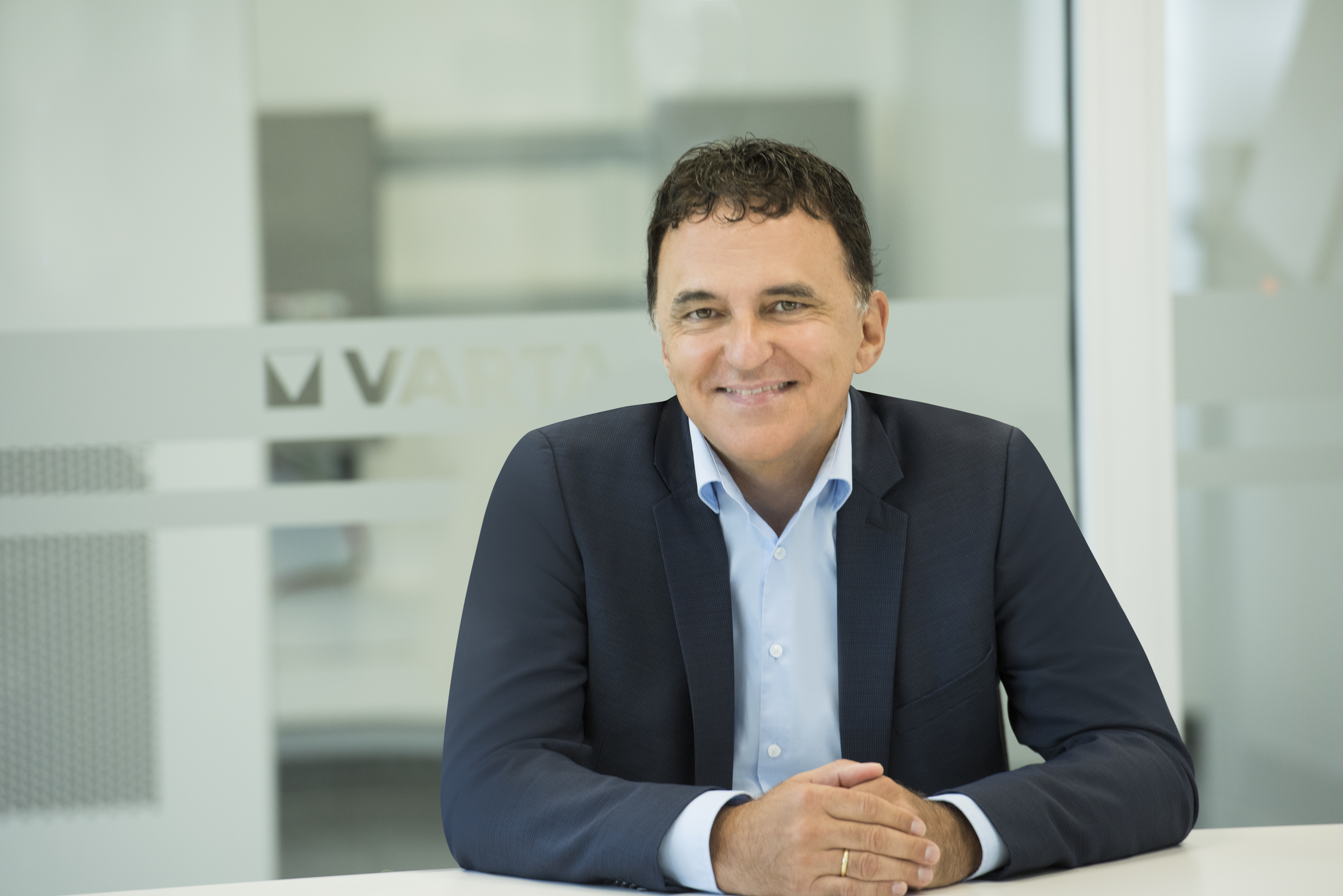
Herbert Schein (2019)

Friedrich Herbert Schein (* 2. Juli 1965 in Oettingen) ist ein deutscher Manager und Ingenieur für Elektrotechnik. Seit 2016 bis 2022 war er Vorstandsvorsitzender der Varta AG. Im März 2025 wurde er zum CEO der SENEC GmbH berufen.

## Leben
Herbert Schein studierte Elektrotechnik an der Hochschule für angewandte Wissenschaften Augsburg. Während des Studiums entwickelte er für Siemens eine Farbgrafik-Controller-Baugruppe. Nach Abschluss seines Diploms arbeitete er bei Philips als Produktingenieur an integrierten Schaltkreisen. Im Jahr 1991 begann er seine Karriere bei Varta. Seit 2016 war er Vorstandsvorsitzender der Varta AG.
Schein ist verheiratet und hat drei Kinder.

## Karriere
Seine Laufbahn bei Varta begann Schein in der Anwendungstechnik und im Qualitätsmanagement. Drei Jahre später setzte er seinen Werdegang als internationaler Produktmanager bei Varta fort. 2001 wurde er Marketing-Manager für das weltweite Geschäft und baute anschließend eine globale Geschäftseinheit für Hörgerätebatterien auf. Im Jahr 2007 wurde er in die Geschäftsleitung der Varta Microbattery berufen und ist dort seit 2008 Geschäftsführer. Neben dem ursprünglichen Fokus der Varta Microbattery, der Herstellung primärer und wiederaufladbarer Knopfzellen, setzte Schein die Schwerpunkte in den Wachstumsmärkten, insbesondere der Lithium-Ionen Technologie und der Energiezwischenspeicherung.
Im Oktober 2017 wurde das Unternehmen an die Börse gebracht. Bis 2019 vervierfachte sich der Wert der Aktie. Seit Dezember 2019 ist die Varta AG im MDAX sowie TecDAX gelistet.
Im Rahmen eines IPCEI-Projekts zur Förderung der Batteriezellenproduktion in Europa arbeitete Herbert Schein an der Weiterentwicklung der Lithium-Ionen Technologie.
Herbert Schein legte sein Amt als Vorstandsvorsitzender mit sofortiger Wirkung am 29. September 2022 nieder, verblieb jedoch bis 31. Dezember 2022 im Vorstand.
Seit 10. März 2025 hat Schein bei der SENEC GmbH den Posten des CEO inne.

## Auszeichnungen
2011 wurde Herbert Schein von der Initiative „TOP 100“ für besonders innovationsförderndes Top-Management ausgezeichnet.